# Спурій Постумій Альбін (консул 334 року до н. е.)
Спурій Постумій Альбін (лат. Spurius Postumius Albinus; 380/377 — після 321 р. до н. е.) — політичний, державний та військовий діяч Римської республіки, консул 334 і 321 років до н. е.

## Життєпис
Походив з патриціанського роду Постуміїв. Про його батьків немає відомостей. 
У 334 році до н. е. його обрано консулом разом з Тітом Ветурієм Кальвіном. Під час своєї каденції вів війну проти племені сідицинів. Втім через допомогу останнім з боку самнітів сенат вирішив призначити диктатора. Альбін та Кальвін обрали на цю посаду Публія Корнелія Руфіна.
У 332 році до н. е. його обрано цензором разом з Квінтом Публілієм Філоном. На цій посаді провів люстрацію, додали до переліку громадян нових осіб. У зв'язку з цим додалися ще дві триби — Меційська та Скаптійська. Під час Другої самнітської війни, у 327 році до н. е. диктатором для проведення виборів був призначений Марк Клавдій Марцел, який призначив своїм заступником, начальником кінноти, Спурія Постумія Альбіна.
У 321 році до н. е. його вдруге обрано консулом знову разом з Тітом Ветурієм Кальвіном. У цей час точилася війна із самнітами. Альбін та Кальвін спрямували війська на допомогу місту Луцірії, яке знаходилися в облозі. Вождь самнітів, Гай Понтій, спрямував своїх шпигунів у табір римлян. Вони прикинулися перебіжчиками. Вони також спонукали консулів вирушити до міста через Кавдінську ущелину. Тут самніти влаштували засідку й розбили римлян в битві у Кавдинській ущелині. Понтій запитав у свого батька Гереннія, що робити з римлянами. Той порадив або усіх знищити, або усіх відпустити. Понтій вирішив провести усіх під ярмом. Консули вимушені були погодитися з умовами самнітів — пройшли під ярмом та видали 600 заручників з-поміж вершників. По поверненню до Риму Альбін разом із колегою фактично відсторонилися від своїх обов'язків. Тому були обрані нові консули. Після цього Постумій запропонував усіх, хто укладав угоду видати самнітам, зокрема й себе, а договір з Понтієм скасувати. Цю пропозицію сенат прийняв. Втім самніти не прийняли Спурія Постумія й повернули його назад. Подальша його доля невідома.